# LaToya Cantrell
LaToya Cantrell (Los Ángeles, 3 de abril de 1972) es una socióloga y política estadounidense. Desde el 7 de mayo de 2018 es alcaldesa de Nueva Orleans. 